# Teatro de Romea (Múrcia)
|  | Aquest article tracta sobre el teatre de Múrcia; per al de Barcelona, vegeu Teatre Romea (Barcelona) |

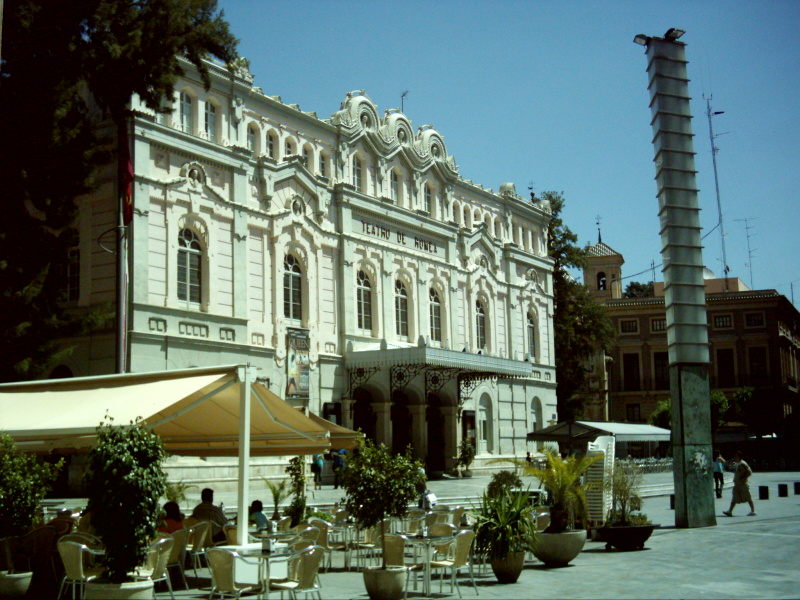
El Teatro de Romea de Múrcia.

El Teatro de Romea de Múrcia està situat a la plaça de Julián Romea Yanguas; és el principal teatre de la ciutat, i està situat en el centre d'aquesta. Va ser inaugurat per la reina Isabel II el 25 d'octubre de 1862. Després de diversos incendis i remodelacions, fou reinaugurat per la Reina Sofia el 7 de febrer de 1988.
S'hi programa tot tipus d'activitats culturals: teatre, dansa, concerts, sarsuela…